# Georg von Petersenn
Georg (Georges) Ferdinand von Petersenn  (* 1. Septemberjul. / 13. September 1849greg. in Wolmar/Livland im Baltikum; † 14. November 1930 in Gaienhofen) war ein deutscher Professor für Musik.

## Leben
Georg von Petersenn war das jüngste von fünf Kindern des Heinrich von Petersenn und dessen Ehefrau Jutta, geb. Baronesse von Engelhardt. Nach erfolgreichem Abschluss des Gymnasiums studierte er an der Kaiserlichen Universität Dorpat von 1870 bis 1872 Jura, dann bis 1875 Musik in Würzburg und München. Zusätzlich erteilte er privat Klavierunterricht. Am 11. April 1882 heiratete er seine um 13 Jahre jüngere Schülerin Bertha Rindfleisch, Tochter des Pathologen Eduard von Rindfleisch. Aus der Ehe ging ein Kind hervor: Tochter Jutta (geb. 1888 in Berlin). Diese ehelichte 1911 Hermann Lietz, Begründer der ersten deutschen Landerziehungsheime.
1884 übersiedelte das Ehepaar von Petersenn nach Berlin. Dort erhielt Georg von Petersenn eine Professur an der „Königl. Hochschule für Musik“ (heute aufgegangen in der Universität der Künste Berlin). Als seine Frau, Bertha von Petersenn, 1904 ihr „Landerziehungsheim für Mädchen“ vom Stolper See in das Schloss von Gaienhofen am Bodensee (das zuerst gepachtet und 1905 von Georg von Petersenn käuflich erworben wurde) verlegte, unterrichtete er dort Musik. Gleichnamiger Schule blieb der Adelige bis zu seinem Tod verbunden.